# Courier

Courier New (eller endast Courier) är ett populärt serif-typsnitt. Typsnittet är icke-proportionellt, det vill säga, alla tecken tar lika stor plats. Typsnittet Courier skapades av IBM på 1950-talet för användande i företagets skrivmaskiner. IBM gjorde inga försök att hävda ensamrätt på typsnittet, och snart blev Courier industristandard i skrivmaskiner. På 1990-talet lanserades varianten Courier New för Microsoft Windows. Courier är numera standard i ett antal sammanhang; bland annat brukar filmmanus alltid skrivas i Courier 12.
Oftast skrivs datorkod, för att särskilt urskiljas från den övriga texten, i Courier. I datorkod vill man att alla tecken, särskilt blanktecken, tar lika stor plats.
I längre text kan Courier upplevas som ointressant, på grund av dess kala och icke-proportionella ordbild. Ett exempel på detta är att från den 1 februari 2004 ersattes Courier New av typsnittet Times New Roman som standardtypsnitt i all offentlig korrespondens vid USA:s utrikesdepartement, rapporterade AFP i januari 2004. Beslutet togs efter att man upplevt typssnittet som svårläst och därför ersatte det med ett "modernare typsnitt".

## Exempel
Den här texten kommer att visas i Courier New på webbläsare som stödjer det typsnittet, vilket borde vara de flesta.